# سفارت کانادا در کابل
سفارت کانادا در افغانستان نمایندگی دیپلماتیک دولت کانادا است که در شهر کابل پایتخت افغانستان واقع شده‌است. این سفارت مسئول روابط دو جانبه بین کانادا و افغانستان است؛ روابط دیپلماتیک در ۵ سپتامبر ۲۰۰۳ دوباره برقرار شد و انتظار می‌رود تا اوت ۲۰۲۱ در پی سقوط کابل به پایان برسد.
در پی خروج نیروهای آمریکایی از افغانستان در سال ۲۰۲۱ و سقوط کابل به دست طالبان، کانادا نیروهای ویژه‌ای را برای تخلیه کارکنان سفارت مستقر کرد و انتظار می‌رود سفارت را در اوت ۲۰۲۱ تعطیل کند.

نگهبانان این سفارت در ۲۰ ژوئن ۲۰۱۶مورد حملهٔ بمب‌گذار انتحاری طالبان یا داعش قرار گرفتند. دست کم ۱۴ تا ۱۶ نفر کشته و نه نفر زخمی شدند.